# هيرمان سانتياغو
هيرمان سانتياغو (بالإنجليزية: Herman Santiago)‏ هو ملحن ومغني أمريكي، ولد في 18 فبراير 1941 في سان خوان في بورتوريكو.

## وصلات خارجية
- هيرمان سانتياغو على موقع ميوزك برينز (الإنجليزية)
- هيرمان سانتياغو على موقع أول ميوزيك (الإنجليزية)
- هيرمان سانتياغو على موقع ديسكوغز (الإنجليزية)